# Кронування

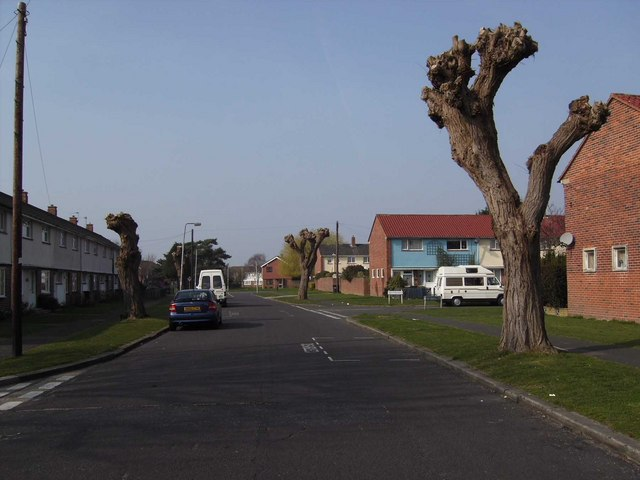
Верхівки дерев після топінгу. Gosport, Англія

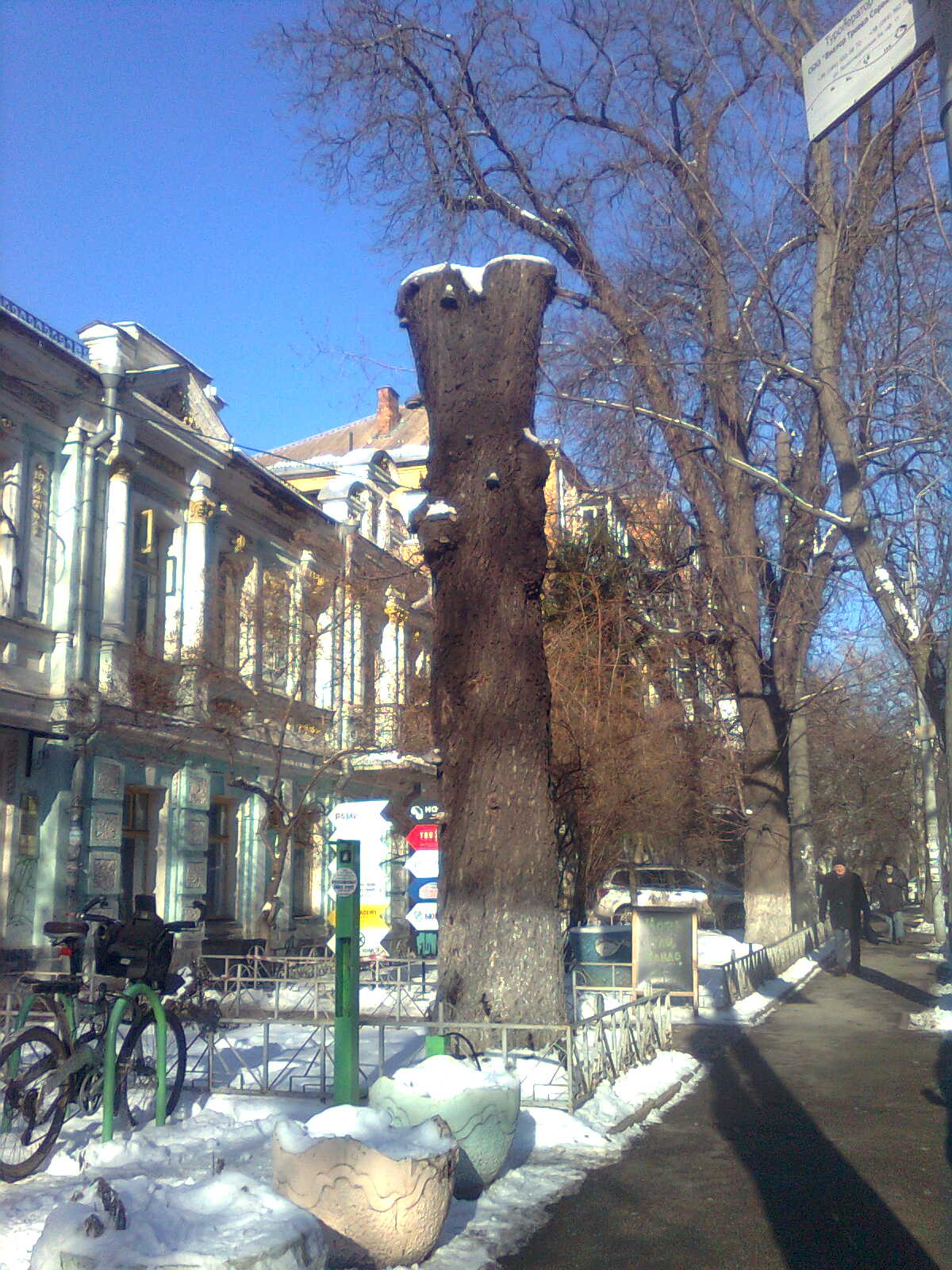
Дерево після глибокого топінгу. Київ, вул. Золотоворітська. 2018 рік

Дерево після топінгу. Харків, вул. Пушкінська. 2018 рік

Кронування (топінг) — це практика повного видалення великих та малих скелетних (основних) гілок старих дерев з метою омолодження.

## Загальний опис
Згідно з «Правилами утримання зелених насаджень», у населених пунктах України з 2006 року застосовують три види обрізання: формувальне, санітарне й омолоджувальне.
Глибокий топінг («глибоке омолодження»), аж до стовбура, зазвичай застосовують при санітарному й омолоджувальному обрізанні. За такого методу обрізають скелетні (основні) гілки, які потребують термінового видалення. Глибокий топінг зі зрізанням крони роблять для тополь, бо у них нема основних гілок, вони швидко відростають, а сама процедура, нібито, не шкодить дереву.
Цей метод обрізки почали масово використовувати декілька років тому. Це не вибіркове обрізання гілок дерева до пенька або до бічних гілок, за умови, що вони не достатньо великі, аби утримувати на собі інші гілки.
Згадки про топінг як метод «омолодження» дерев є у західних обговореннях у 1980-х. В Україну, зокрема, до Києва така практика дійшла приблизно 6-7 років тому. Зараз вона поширюється по країні, застосовується, наприклад, у Здолбунові
Екологи проти такої обрізки рослин. У газеті «День» йшлося про шкідливість топінгу («Шкідливий топінг», № 46-47 за 17-18 березня 2017 року). Закордонні фахівці категорично проти такого «шматування» гілок, коли від пишної крони лишається один стовбур. Адже не всі дерева після цього відновлюються та формують красиву крону. Зазвичай, місця зрізів довго гояться, дерева стають уразливими для шкідників. До того ж комунальники часто-густо проводять обрізку непрофесійно. Попри це з року в рік у Києві та інших містах України щовесни дерева «кронують», на що витрачаються значні бюджетні кошти. На це починає звертати увагу громадськість, ставлення якої до процесів кронування досить критичне. Кияни обурюються брутальним кронуванням останні кілька років і намагаються почути від комунальників — навіщо це робити, якщо дерева живі та здорові, закликають «зеленбудівців» не кронувати, а лікувати. Тільки ця методика не приживається. Певно, не дає змоги заробити так, як на топінгу (інша назва кронування) (газета «День», 7 листопада 2018 р. — Лиховид, Інна. «Нещадний догляд. Що знов не так з озелененням Києва»).

## Інтернет-ресурси
- International Society of Arboriculture